# نادی‌واتی
نادْیْ‌واتی (به مجاری:  Nagyváty) یک منطقهٔ مسکونی در مجارستان است که در ناحیه سیگت‌وار واقع شده‌است.